# Гроссе, Эрнст
Эрнст Карл Густав Гроссе (нем. Ernst Carl Gustav Grosse; 29 июля 1862, Штендаль — 26 января 1927, Фрайбург-им-Брайсгау) — немецкий учёный-этнолог, этнограф, искусствовед, музейный работник, педагог. Доктор философии (1887).

## Биография
Получил докторскую степень по философии в 1887 году в Университете Галле и докторскую степень по философии в 1888 году во Фрайбургском университете. С 1889 года работал преподавателем этнологии, читал лекцию об искусстве первобытных народов. В том же году он стал хранителем коллекции произведений искусства Музея августинцев Фрайбурга и занимал эту должность до 1902 года. Издав книгу «Начала искусства», опубликованную в 1894 году, он стал пионером современной этнологии.
В 1895 году стал адъюнкт-профессором Фрайбургского университета, но взял отпуск и много путешествовал по Европе.
В основном занимался проблемой возникновения искусства и форм семьи. Работы Гроссе («Формы семьи и формы хозяйства», 1896, рус. пер. 1898; «Происхождение искусства», 1894, рус. пер. 1899) содержат огромный фактический этнографический и археологический материал, однако в трактовке его сочетаются вульгарный материализм и идеализм. Например, типы семьи, а также происхождение и ранние формы искусства учёный механически связывал с «формами хозяйства», под которыми понимал лишь формы использования орудий производства. Но по мере общественной эволюции искусство, по Гроссе, совершенно отрывается от практических потребностей людей и развивается лишь в результате присущего человеку чувства прекрасного и стремления к эстетическому наслаждению.

## Избранные труды
- Die Literaturwissenschaft, ihr Ziel und ihr Weg. 1887.
- Über Naturanschauung der alten griechischen und römischen Dichter. 1890.
- Der erste Baustein zu einer ethnologischen Aesthetik. Wien 1891.
- Die Anfänge der Kunst. Freiburg, Mohr, 1894.
- Die Formen der Familie und die Formen der Wirtschaft. Mohr, Leipzig 1896.
- Die ostasiatische Tuschmalerei. Berlin, Cassirer, 1923.
- Ostasiatisches Gerät. In: Kunst und Künstler: illustrierte Monatsschrift für bildende Kunst und Kunstgewerbe. Zürich, 1927.
- Ostasiatische Erinnerungen eines Kolonial- und Auslandsdeutschen. Neuer Filser-Verlag, München 1938.

## Источник
- Большая российская энциклопедия : [в 35 т.] / гл. ред. Ю. С. Осипов. — М. : Большая российская энциклопедия, 2004—2017.
- Гроссе, Эрнст — статья из Большой советской энциклопедии.